# 응우옌푹미엔우옌
응우옌푹미엔우옌(베트남어: Nguyễn Phúc Miên Uyển / 阮福綿宛 완복면완, 1833년 2월 12일 ~ 1893년 11월 30일)은 응우옌 왕조의 황족이다. 민망 황제의 60번째 아들로, 생모는 현비(賢妃) 응오티찐이다.

## 생애
민망 13년 음력 12월 23일(1833년 2월 12일), 후에 황성에서 태어났다.
민망 21년(1840년) 음력 4월, 광화군공(베트남어: Quảng Hóa Quận Công / 廣化郡公)으로 봉해졌다.
타인타이 5년 음력 10월 23일(1893년 11월 30일), 사망하니 향년 61세였다. 시호를 공량(恭亮)이라 하였고, 트어티엔부 흐엉투이현 끄찐총(居正總) 응우옛비에우사(月瓢社)에 장사지냈다. 흐엉짜현 푸쑤언총(富春總) 푸쑤언사(富春社)에 사당을 세우고 제사를 지냈다.

## 자녀
아들 2명과 딸 7명을 두었다. 후예들은 주(走) 자부(字部)를 하사받고 그에 따라 이름을 지었다.

### 딸
- 응우옌티쑤언뚜(阮氏春秀) - 함응이 원년(1885년)에 태어났고, 1988년에 사망하니 향년 103세였다.

## 참고 문헌
- 《완복족세보(阮福族世譜)》
- 《대남식록》정편(正編) 열전(列傳) 2집(二集) 권7(卷七)